# Giovanni Leonardo Di Bona
Giovanni Leonardo di Bona či Giovanni Leonardo da Cutri (obě křestní jména mohou být psána i v opačném pořadí, tedy Leonardo Giovanni), známý pod přezdívkou Il Puttino (tedy italsky „Děťátko“ nebo „Chlapeček“) pro jeho malou postavu (1542, Cutro - 1587, Neapol) byl italský šachový mistr.

## Životopis
Giovanni Leonardo se narodil v kalábrijském městečku Cutro. Studoval práva v Římě a roku 1560 zde prohrál zápas se španělským mistrem Ruy Lópezem de Segurou. V letech 1566-1572 pak hodně cestoval a hrál šachy v Římě, Janově, Marseille a Barceloně. Mnohokrát s ním hrál Paolo Boi a oba byli považováni za stejně silné hráče.
Roku 1575 byl pozván na dvůr španělského krále Filipa II. do Madridu, aby opět změřil své síly s Ruy Lópezem, protože král nevěřil, že by mohl být někdo silnější než on. S Leonardem da Cutri přijeli do Madridu další italský šachový mistr Paolo Boi a jako jejich sekundant Giulio Cesare Polerio, za Španělsko se kromě Lopeze de Segury zúčastnil partií i Alfonso Cerón. V Madridu se tak vlastně odehrál první mezinárodní šachový turnaj v historii lidstva.
Na turnaji Leonardo s Lopezem de Segurou nejprve dvě partie prohrál (údajně úmyslně, aby se atmosféra utkání vyhrotila, jiní však tvrdí, že z nervozity, že hraje před španělským králem), pak však již všechny své soupeře porazil (Lopeze de Seguru v poměru 3:2), v turnaji zvítězil a získal tak pověst nejlepšího hráče na světě. Z turnaje se dochovaly pouze tři fragmenty zahájení (např. Leonardo di Bona – Lopez de Segura: 1. e4 e5 2.Jf3 Jc6 3.Sc4 Sc5 4. c3 De7 5. b4 Sb6 6. a4 a6 7. Sa3 d6 8. d3 Sg4 9. Jbd2)
Po svém triumfu, za nějž Filip II. Leonarda štědře odměnil a jeho rodnému městu Cutri v Kalábrii odpustil daně na dvacet let, odcestoval Leonardo do Portugalska, kde v Lisabonu před zraky krále Sebastiána I. porazil nejlepšího (a podle dochovaných zpráv i velmi nadutého) portugalského hráče El Murra (datum narození ani úmrtí není známo).
Giovanni Leonardo, který pro své časté cesty po významných evropských dvorech dostal také přezdívku „il cavaliero errante“ (bludný rytíř), zemřel v Neapoli, prý otráven žárlivým sokem v lásce.

## Lopez de Segura, Ruy – Leonardo Giovanni da Cutri [C30], Řím, 1560
|   | a | b | c | d | e | f | g | h |   |
| 8 | a8 černý věž · b8 černý jezdec · d8 černý král · f8 černý střelec · h8 černý věž · a7 černý pěšec · b7 černý pěšec · f7 bílý jezdec · g7 černý pěšec · h7 černý pěšec · c6 černý pěšec · f6 černý jezdec · e4 bílý pěšec · a2 bílý pěšec · b2 bílý pěšec · c2 bílý pěšec · d2 bílý pěšec · g2 bílý pěšec · h2 bílý pěšec · a1 bílý věž · b1 bílý jezdec · c1 bílý střelec · e1 bílý král · h1 bílý věž | a8 černý věž · b8 černý jezdec · d8 černý král · f8 černý střelec · h8 černý věž · a7 černý pěšec · b7 černý pěšec · f7 bílý jezdec · g7 černý pěšec · h7 černý pěšec · c6 černý pěšec · f6 černý jezdec · e4 bílý pěšec · a2 bílý pěšec · b2 bílý pěšec · c2 bílý pěšec · d2 bílý pěšec · g2 bílý pěšec · h2 bílý pěšec · a1 bílý věž · b1 bílý jezdec · c1 bílý střelec · e1 bílý král · h1 bílý věž | a8 černý věž · b8 černý jezdec · d8 černý král · f8 černý střelec · h8 černý věž · a7 černý pěšec · b7 černý pěšec · f7 bílý jezdec · g7 černý pěšec · h7 černý pěšec · c6 černý pěšec · f6 černý jezdec · e4 bílý pěšec · a2 bílý pěšec · b2 bílý pěšec · c2 bílý pěšec · d2 bílý pěšec · g2 bílý pěšec · h2 bílý pěšec · a1 bílý věž · b1 bílý jezdec · c1 bílý střelec · e1 bílý král · h1 bílý věž | a8 černý věž · b8 černý jezdec · d8 černý král · f8 černý střelec · h8 černý věž · a7 černý pěšec · b7 černý pěšec · f7 bílý jezdec · g7 černý pěšec · h7 černý pěšec · c6 černý pěšec · f6 černý jezdec · e4 bílý pěšec · a2 bílý pěšec · b2 bílý pěšec · c2 bílý pěšec · d2 bílý pěšec · g2 bílý pěšec · h2 bílý pěšec · a1 bílý věž · b1 bílý jezdec · c1 bílý střelec · e1 bílý král · h1 bílý věž | a8 černý věž · b8 černý jezdec · d8 černý král · f8 černý střelec · h8 černý věž · a7 černý pěšec · b7 černý pěšec · f7 bílý jezdec · g7 černý pěšec · h7 černý pěšec · c6 černý pěšec · f6 černý jezdec · e4 bílý pěšec · a2 bílý pěšec · b2 bílý pěšec · c2 bílý pěšec · d2 bílý pěšec · g2 bílý pěšec · h2 bílý pěšec · a1 bílý věž · b1 bílý jezdec · c1 bílý střelec · e1 bílý král · h1 bílý věž | a8 černý věž · b8 černý jezdec · d8 černý král · f8 černý střelec · h8 černý věž · a7 černý pěšec · b7 černý pěšec · f7 bílý jezdec · g7 černý pěšec · h7 černý pěšec · c6 černý pěšec · f6 černý jezdec · e4 bílý pěšec · a2 bílý pěšec · b2 bílý pěšec · c2 bílý pěšec · d2 bílý pěšec · g2 bílý pěšec · h2 bílý pěšec · a1 bílý věž · b1 bílý jezdec · c1 bílý střelec · e1 bílý král · h1 bílý věž | a8 černý věž · b8 černý jezdec · d8 černý král · f8 černý střelec · h8 černý věž · a7 černý pěšec · b7 černý pěšec · f7 bílý jezdec · g7 černý pěšec · h7 černý pěšec · c6 černý pěšec · f6 černý jezdec · e4 bílý pěšec · a2 bílý pěšec · b2 bílý pěšec · c2 bílý pěšec · d2 bílý pěšec · g2 bílý pěšec · h2 bílý pěšec · a1 bílý věž · b1 bílý jezdec · c1 bílý střelec · e1 bílý král · h1 bílý věž | a8 černý věž · b8 černý jezdec · d8 černý král · f8 černý střelec · h8 černý věž · a7 černý pěšec · b7 černý pěšec · f7 bílý jezdec · g7 černý pěšec · h7 černý pěšec · c6 černý pěšec · f6 černý jezdec · e4 bílý pěšec · a2 bílý pěšec · b2 bílý pěšec · c2 bílý pěšec · d2 bílý pěšec · g2 bílý pěšec · h2 bílý pěšec · a1 bílý věž · b1 bílý jezdec · c1 bílý střelec · e1 bílý král · h1 bílý věž | 8 |
| 7 | a8 černý věž · b8 černý jezdec · d8 černý král · f8 černý střelec · h8 černý věž · a7 černý pěšec · b7 černý pěšec · f7 bílý jezdec · g7 černý pěšec · h7 černý pěšec · c6 černý pěšec · f6 černý jezdec · e4 bílý pěšec · a2 bílý pěšec · b2 bílý pěšec · c2 bílý pěšec · d2 bílý pěšec · g2 bílý pěšec · h2 bílý pěšec · a1 bílý věž · b1 bílý jezdec · c1 bílý střelec · e1 bílý král · h1 bílý věž | a8 černý věž · b8 černý jezdec · d8 černý král · f8 černý střelec · h8 černý věž · a7 černý pěšec · b7 černý pěšec · f7 bílý jezdec · g7 černý pěšec · h7 černý pěšec · c6 černý pěšec · f6 černý jezdec · e4 bílý pěšec · a2 bílý pěšec · b2 bílý pěšec · c2 bílý pěšec · d2 bílý pěšec · g2 bílý pěšec · h2 bílý pěšec · a1 bílý věž · b1 bílý jezdec · c1 bílý střelec · e1 bílý král · h1 bílý věž | a8 černý věž · b8 černý jezdec · d8 černý král · f8 černý střelec · h8 černý věž · a7 černý pěšec · b7 černý pěšec · f7 bílý jezdec · g7 černý pěšec · h7 černý pěšec · c6 černý pěšec · f6 černý jezdec · e4 bílý pěšec · a2 bílý pěšec · b2 bílý pěšec · c2 bílý pěšec · d2 bílý pěšec · g2 bílý pěšec · h2 bílý pěšec · a1 bílý věž · b1 bílý jezdec · c1 bílý střelec · e1 bílý král · h1 bílý věž | a8 černý věž · b8 černý jezdec · d8 černý král · f8 černý střelec · h8 černý věž · a7 černý pěšec · b7 černý pěšec · f7 bílý jezdec · g7 černý pěšec · h7 černý pěšec · c6 černý pěšec · f6 černý jezdec · e4 bílý pěšec · a2 bílý pěšec · b2 bílý pěšec · c2 bílý pěšec · d2 bílý pěšec · g2 bílý pěšec · h2 bílý pěšec · a1 bílý věž · b1 bílý jezdec · c1 bílý střelec · e1 bílý král · h1 bílý věž | a8 černý věž · b8 černý jezdec · d8 černý král · f8 černý střelec · h8 černý věž · a7 černý pěšec · b7 černý pěšec · f7 bílý jezdec · g7 černý pěšec · h7 černý pěšec · c6 černý pěšec · f6 černý jezdec · e4 bílý pěšec · a2 bílý pěšec · b2 bílý pěšec · c2 bílý pěšec · d2 bílý pěšec · g2 bílý pěšec · h2 bílý pěšec · a1 bílý věž · b1 bílý jezdec · c1 bílý střelec · e1 bílý král · h1 bílý věž | a8 černý věž · b8 černý jezdec · d8 černý král · f8 černý střelec · h8 černý věž · a7 černý pěšec · b7 černý pěšec · f7 bílý jezdec · g7 černý pěšec · h7 černý pěšec · c6 černý pěšec · f6 černý jezdec · e4 bílý pěšec · a2 bílý pěšec · b2 bílý pěšec · c2 bílý pěšec · d2 bílý pěšec · g2 bílý pěšec · h2 bílý pěšec · a1 bílý věž · b1 bílý jezdec · c1 bílý střelec · e1 bílý král · h1 bílý věž | a8 černý věž · b8 černý jezdec · d8 černý král · f8 černý střelec · h8 černý věž · a7 černý pěšec · b7 černý pěšec · f7 bílý jezdec · g7 černý pěšec · h7 černý pěšec · c6 černý pěšec · f6 černý jezdec · e4 bílý pěšec · a2 bílý pěšec · b2 bílý pěšec · c2 bílý pěšec · d2 bílý pěšec · g2 bílý pěšec · h2 bílý pěšec · a1 bílý věž · b1 bílý jezdec · c1 bílý střelec · e1 bílý král · h1 bílý věž | a8 černý věž · b8 černý jezdec · d8 černý král · f8 černý střelec · h8 černý věž · a7 černý pěšec · b7 černý pěšec · f7 bílý jezdec · g7 černý pěšec · h7 černý pěšec · c6 černý pěšec · f6 černý jezdec · e4 bílý pěšec · a2 bílý pěšec · b2 bílý pěšec · c2 bílý pěšec · d2 bílý pěšec · g2 bílý pěšec · h2 bílý pěšec · a1 bílý věž · b1 bílý jezdec · c1 bílý střelec · e1 bílý král · h1 bílý věž | 7 |
| 6 | a8 černý věž · b8 černý jezdec · d8 černý král · f8 černý střelec · h8 černý věž · a7 černý pěšec · b7 černý pěšec · f7 bílý jezdec · g7 černý pěšec · h7 černý pěšec · c6 černý pěšec · f6 černý jezdec · e4 bílý pěšec · a2 bílý pěšec · b2 bílý pěšec · c2 bílý pěšec · d2 bílý pěšec · g2 bílý pěšec · h2 bílý pěšec · a1 bílý věž · b1 bílý jezdec · c1 bílý střelec · e1 bílý král · h1 bílý věž | a8 černý věž · b8 černý jezdec · d8 černý král · f8 černý střelec · h8 černý věž · a7 černý pěšec · b7 černý pěšec · f7 bílý jezdec · g7 černý pěšec · h7 černý pěšec · c6 černý pěšec · f6 černý jezdec · e4 bílý pěšec · a2 bílý pěšec · b2 bílý pěšec · c2 bílý pěšec · d2 bílý pěšec · g2 bílý pěšec · h2 bílý pěšec · a1 bílý věž · b1 bílý jezdec · c1 bílý střelec · e1 bílý král · h1 bílý věž | a8 černý věž · b8 černý jezdec · d8 černý král · f8 černý střelec · h8 černý věž · a7 černý pěšec · b7 černý pěšec · f7 bílý jezdec · g7 černý pěšec · h7 černý pěšec · c6 černý pěšec · f6 černý jezdec · e4 bílý pěšec · a2 bílý pěšec · b2 bílý pěšec · c2 bílý pěšec · d2 bílý pěšec · g2 bílý pěšec · h2 bílý pěšec · a1 bílý věž · b1 bílý jezdec · c1 bílý střelec · e1 bílý král · h1 bílý věž | a8 černý věž · b8 černý jezdec · d8 černý král · f8 černý střelec · h8 černý věž · a7 černý pěšec · b7 černý pěšec · f7 bílý jezdec · g7 černý pěšec · h7 černý pěšec · c6 černý pěšec · f6 černý jezdec · e4 bílý pěšec · a2 bílý pěšec · b2 bílý pěšec · c2 bílý pěšec · d2 bílý pěšec · g2 bílý pěšec · h2 bílý pěšec · a1 bílý věž · b1 bílý jezdec · c1 bílý střelec · e1 bílý král · h1 bílý věž | a8 černý věž · b8 černý jezdec · d8 černý král · f8 černý střelec · h8 černý věž · a7 černý pěšec · b7 černý pěšec · f7 bílý jezdec · g7 černý pěšec · h7 černý pěšec · c6 černý pěšec · f6 černý jezdec · e4 bílý pěšec · a2 bílý pěšec · b2 bílý pěšec · c2 bílý pěšec · d2 bílý pěšec · g2 bílý pěšec · h2 bílý pěšec · a1 bílý věž · b1 bílý jezdec · c1 bílý střelec · e1 bílý král · h1 bílý věž | a8 černý věž · b8 černý jezdec · d8 černý král · f8 černý střelec · h8 černý věž · a7 černý pěšec · b7 černý pěšec · f7 bílý jezdec · g7 černý pěšec · h7 černý pěšec · c6 černý pěšec · f6 černý jezdec · e4 bílý pěšec · a2 bílý pěšec · b2 bílý pěšec · c2 bílý pěšec · d2 bílý pěšec · g2 bílý pěšec · h2 bílý pěšec · a1 bílý věž · b1 bílý jezdec · c1 bílý střelec · e1 bílý král · h1 bílý věž | a8 černý věž · b8 černý jezdec · d8 černý král · f8 černý střelec · h8 černý věž · a7 černý pěšec · b7 černý pěšec · f7 bílý jezdec · g7 černý pěšec · h7 černý pěšec · c6 černý pěšec · f6 černý jezdec · e4 bílý pěšec · a2 bílý pěšec · b2 bílý pěšec · c2 bílý pěšec · d2 bílý pěšec · g2 bílý pěšec · h2 bílý pěšec · a1 bílý věž · b1 bílý jezdec · c1 bílý střelec · e1 bílý král · h1 bílý věž | a8 černý věž · b8 černý jezdec · d8 černý král · f8 černý střelec · h8 černý věž · a7 černý pěšec · b7 černý pěšec · f7 bílý jezdec · g7 černý pěšec · h7 černý pěšec · c6 černý pěšec · f6 černý jezdec · e4 bílý pěšec · a2 bílý pěšec · b2 bílý pěšec · c2 bílý pěšec · d2 bílý pěšec · g2 bílý pěšec · h2 bílý pěšec · a1 bílý věž · b1 bílý jezdec · c1 bílý střelec · e1 bílý král · h1 bílý věž | 6 |
| 5 | a8 černý věž · b8 černý jezdec · d8 černý král · f8 černý střelec · h8 černý věž · a7 černý pěšec · b7 černý pěšec · f7 bílý jezdec · g7 černý pěšec · h7 černý pěšec · c6 černý pěšec · f6 černý jezdec · e4 bílý pěšec · a2 bílý pěšec · b2 bílý pěšec · c2 bílý pěšec · d2 bílý pěšec · g2 bílý pěšec · h2 bílý pěšec · a1 bílý věž · b1 bílý jezdec · c1 bílý střelec · e1 bílý král · h1 bílý věž | a8 černý věž · b8 černý jezdec · d8 černý král · f8 černý střelec · h8 černý věž · a7 černý pěšec · b7 černý pěšec · f7 bílý jezdec · g7 černý pěšec · h7 černý pěšec · c6 černý pěšec · f6 černý jezdec · e4 bílý pěšec · a2 bílý pěšec · b2 bílý pěšec · c2 bílý pěšec · d2 bílý pěšec · g2 bílý pěšec · h2 bílý pěšec · a1 bílý věž · b1 bílý jezdec · c1 bílý střelec · e1 bílý král · h1 bílý věž | a8 černý věž · b8 černý jezdec · d8 černý král · f8 černý střelec · h8 černý věž · a7 černý pěšec · b7 černý pěšec · f7 bílý jezdec · g7 černý pěšec · h7 černý pěšec · c6 černý pěšec · f6 černý jezdec · e4 bílý pěšec · a2 bílý pěšec · b2 bílý pěšec · c2 bílý pěšec · d2 bílý pěšec · g2 bílý pěšec · h2 bílý pěšec · a1 bílý věž · b1 bílý jezdec · c1 bílý střelec · e1 bílý král · h1 bílý věž | a8 černý věž · b8 černý jezdec · d8 černý král · f8 černý střelec · h8 černý věž · a7 černý pěšec · b7 černý pěšec · f7 bílý jezdec · g7 černý pěšec · h7 černý pěšec · c6 černý pěšec · f6 černý jezdec · e4 bílý pěšec · a2 bílý pěšec · b2 bílý pěšec · c2 bílý pěšec · d2 bílý pěšec · g2 bílý pěšec · h2 bílý pěšec · a1 bílý věž · b1 bílý jezdec · c1 bílý střelec · e1 bílý král · h1 bílý věž | a8 černý věž · b8 černý jezdec · d8 černý král · f8 černý střelec · h8 černý věž · a7 černý pěšec · b7 černý pěšec · f7 bílý jezdec · g7 černý pěšec · h7 černý pěšec · c6 černý pěšec · f6 černý jezdec · e4 bílý pěšec · a2 bílý pěšec · b2 bílý pěšec · c2 bílý pěšec · d2 bílý pěšec · g2 bílý pěšec · h2 bílý pěšec · a1 bílý věž · b1 bílý jezdec · c1 bílý střelec · e1 bílý král · h1 bílý věž | a8 černý věž · b8 černý jezdec · d8 černý král · f8 černý střelec · h8 černý věž · a7 černý pěšec · b7 černý pěšec · f7 bílý jezdec · g7 černý pěšec · h7 černý pěšec · c6 černý pěšec · f6 černý jezdec · e4 bílý pěšec · a2 bílý pěšec · b2 bílý pěšec · c2 bílý pěšec · d2 bílý pěšec · g2 bílý pěšec · h2 bílý pěšec · a1 bílý věž · b1 bílý jezdec · c1 bílý střelec · e1 bílý král · h1 bílý věž | a8 černý věž · b8 černý jezdec · d8 černý král · f8 černý střelec · h8 černý věž · a7 černý pěšec · b7 černý pěšec · f7 bílý jezdec · g7 černý pěšec · h7 černý pěšec · c6 černý pěšec · f6 černý jezdec · e4 bílý pěšec · a2 bílý pěšec · b2 bílý pěšec · c2 bílý pěšec · d2 bílý pěšec · g2 bílý pěšec · h2 bílý pěšec · a1 bílý věž · b1 bílý jezdec · c1 bílý střelec · e1 bílý král · h1 bílý věž | a8 černý věž · b8 černý jezdec · d8 černý král · f8 černý střelec · h8 černý věž · a7 černý pěšec · b7 černý pěšec · f7 bílý jezdec · g7 černý pěšec · h7 černý pěšec · c6 černý pěšec · f6 černý jezdec · e4 bílý pěšec · a2 bílý pěšec · b2 bílý pěšec · c2 bílý pěšec · d2 bílý pěšec · g2 bílý pěšec · h2 bílý pěšec · a1 bílý věž · b1 bílý jezdec · c1 bílý střelec · e1 bílý král · h1 bílý věž | 5 |
| 4 | a8 černý věž · b8 černý jezdec · d8 černý král · f8 černý střelec · h8 černý věž · a7 černý pěšec · b7 černý pěšec · f7 bílý jezdec · g7 černý pěšec · h7 černý pěšec · c6 černý pěšec · f6 černý jezdec · e4 bílý pěšec · a2 bílý pěšec · b2 bílý pěšec · c2 bílý pěšec · d2 bílý pěšec · g2 bílý pěšec · h2 bílý pěšec · a1 bílý věž · b1 bílý jezdec · c1 bílý střelec · e1 bílý král · h1 bílý věž | a8 černý věž · b8 černý jezdec · d8 černý král · f8 černý střelec · h8 černý věž · a7 černý pěšec · b7 černý pěšec · f7 bílý jezdec · g7 černý pěšec · h7 černý pěšec · c6 černý pěšec · f6 černý jezdec · e4 bílý pěšec · a2 bílý pěšec · b2 bílý pěšec · c2 bílý pěšec · d2 bílý pěšec · g2 bílý pěšec · h2 bílý pěšec · a1 bílý věž · b1 bílý jezdec · c1 bílý střelec · e1 bílý král · h1 bílý věž | a8 černý věž · b8 černý jezdec · d8 černý král · f8 černý střelec · h8 černý věž · a7 černý pěšec · b7 černý pěšec · f7 bílý jezdec · g7 černý pěšec · h7 černý pěšec · c6 černý pěšec · f6 černý jezdec · e4 bílý pěšec · a2 bílý pěšec · b2 bílý pěšec · c2 bílý pěšec · d2 bílý pěšec · g2 bílý pěšec · h2 bílý pěšec · a1 bílý věž · b1 bílý jezdec · c1 bílý střelec · e1 bílý král · h1 bílý věž | a8 černý věž · b8 černý jezdec · d8 černý král · f8 černý střelec · h8 černý věž · a7 černý pěšec · b7 černý pěšec · f7 bílý jezdec · g7 černý pěšec · h7 černý pěšec · c6 černý pěšec · f6 černý jezdec · e4 bílý pěšec · a2 bílý pěšec · b2 bílý pěšec · c2 bílý pěšec · d2 bílý pěšec · g2 bílý pěšec · h2 bílý pěšec · a1 bílý věž · b1 bílý jezdec · c1 bílý střelec · e1 bílý král · h1 bílý věž | a8 černý věž · b8 černý jezdec · d8 černý král · f8 černý střelec · h8 černý věž · a7 černý pěšec · b7 černý pěšec · f7 bílý jezdec · g7 černý pěšec · h7 černý pěšec · c6 černý pěšec · f6 černý jezdec · e4 bílý pěšec · a2 bílý pěšec · b2 bílý pěšec · c2 bílý pěšec · d2 bílý pěšec · g2 bílý pěšec · h2 bílý pěšec · a1 bílý věž · b1 bílý jezdec · c1 bílý střelec · e1 bílý král · h1 bílý věž | a8 černý věž · b8 černý jezdec · d8 černý král · f8 černý střelec · h8 černý věž · a7 černý pěšec · b7 černý pěšec · f7 bílý jezdec · g7 černý pěšec · h7 černý pěšec · c6 černý pěšec · f6 černý jezdec · e4 bílý pěšec · a2 bílý pěšec · b2 bílý pěšec · c2 bílý pěšec · d2 bílý pěšec · g2 bílý pěšec · h2 bílý pěšec · a1 bílý věž · b1 bílý jezdec · c1 bílý střelec · e1 bílý král · h1 bílý věž | a8 černý věž · b8 černý jezdec · d8 černý král · f8 černý střelec · h8 černý věž · a7 černý pěšec · b7 černý pěšec · f7 bílý jezdec · g7 černý pěšec · h7 černý pěšec · c6 černý pěšec · f6 černý jezdec · e4 bílý pěšec · a2 bílý pěšec · b2 bílý pěšec · c2 bílý pěšec · d2 bílý pěšec · g2 bílý pěšec · h2 bílý pěšec · a1 bílý věž · b1 bílý jezdec · c1 bílý střelec · e1 bílý král · h1 bílý věž | a8 černý věž · b8 černý jezdec · d8 černý král · f8 černý střelec · h8 černý věž · a7 černý pěšec · b7 černý pěšec · f7 bílý jezdec · g7 černý pěšec · h7 černý pěšec · c6 černý pěšec · f6 černý jezdec · e4 bílý pěšec · a2 bílý pěšec · b2 bílý pěšec · c2 bílý pěšec · d2 bílý pěšec · g2 bílý pěšec · h2 bílý pěšec · a1 bílý věž · b1 bílý jezdec · c1 bílý střelec · e1 bílý král · h1 bílý věž | 4 |
| 3 | a8 černý věž · b8 černý jezdec · d8 černý král · f8 černý střelec · h8 černý věž · a7 černý pěšec · b7 černý pěšec · f7 bílý jezdec · g7 černý pěšec · h7 černý pěšec · c6 černý pěšec · f6 černý jezdec · e4 bílý pěšec · a2 bílý pěšec · b2 bílý pěšec · c2 bílý pěšec · d2 bílý pěšec · g2 bílý pěšec · h2 bílý pěšec · a1 bílý věž · b1 bílý jezdec · c1 bílý střelec · e1 bílý král · h1 bílý věž | a8 černý věž · b8 černý jezdec · d8 černý král · f8 černý střelec · h8 černý věž · a7 černý pěšec · b7 černý pěšec · f7 bílý jezdec · g7 černý pěšec · h7 černý pěšec · c6 černý pěšec · f6 černý jezdec · e4 bílý pěšec · a2 bílý pěšec · b2 bílý pěšec · c2 bílý pěšec · d2 bílý pěšec · g2 bílý pěšec · h2 bílý pěšec · a1 bílý věž · b1 bílý jezdec · c1 bílý střelec · e1 bílý král · h1 bílý věž | a8 černý věž · b8 černý jezdec · d8 černý král · f8 černý střelec · h8 černý věž · a7 černý pěšec · b7 černý pěšec · f7 bílý jezdec · g7 černý pěšec · h7 černý pěšec · c6 černý pěšec · f6 černý jezdec · e4 bílý pěšec · a2 bílý pěšec · b2 bílý pěšec · c2 bílý pěšec · d2 bílý pěšec · g2 bílý pěšec · h2 bílý pěšec · a1 bílý věž · b1 bílý jezdec · c1 bílý střelec · e1 bílý král · h1 bílý věž | a8 černý věž · b8 černý jezdec · d8 černý král · f8 černý střelec · h8 černý věž · a7 černý pěšec · b7 černý pěšec · f7 bílý jezdec · g7 černý pěšec · h7 černý pěšec · c6 černý pěšec · f6 černý jezdec · e4 bílý pěšec · a2 bílý pěšec · b2 bílý pěšec · c2 bílý pěšec · d2 bílý pěšec · g2 bílý pěšec · h2 bílý pěšec · a1 bílý věž · b1 bílý jezdec · c1 bílý střelec · e1 bílý král · h1 bílý věž | a8 černý věž · b8 černý jezdec · d8 černý král · f8 černý střelec · h8 černý věž · a7 černý pěšec · b7 černý pěšec · f7 bílý jezdec · g7 černý pěšec · h7 černý pěšec · c6 černý pěšec · f6 černý jezdec · e4 bílý pěšec · a2 bílý pěšec · b2 bílý pěšec · c2 bílý pěšec · d2 bílý pěšec · g2 bílý pěšec · h2 bílý pěšec · a1 bílý věž · b1 bílý jezdec · c1 bílý střelec · e1 bílý král · h1 bílý věž | a8 černý věž · b8 černý jezdec · d8 černý král · f8 černý střelec · h8 černý věž · a7 černý pěšec · b7 černý pěšec · f7 bílý jezdec · g7 černý pěšec · h7 černý pěšec · c6 černý pěšec · f6 černý jezdec · e4 bílý pěšec · a2 bílý pěšec · b2 bílý pěšec · c2 bílý pěšec · d2 bílý pěšec · g2 bílý pěšec · h2 bílý pěšec · a1 bílý věž · b1 bílý jezdec · c1 bílý střelec · e1 bílý král · h1 bílý věž | a8 černý věž · b8 černý jezdec · d8 černý král · f8 černý střelec · h8 černý věž · a7 černý pěšec · b7 černý pěšec · f7 bílý jezdec · g7 černý pěšec · h7 černý pěšec · c6 černý pěšec · f6 černý jezdec · e4 bílý pěšec · a2 bílý pěšec · b2 bílý pěšec · c2 bílý pěšec · d2 bílý pěšec · g2 bílý pěšec · h2 bílý pěšec · a1 bílý věž · b1 bílý jezdec · c1 bílý střelec · e1 bílý král · h1 bílý věž | a8 černý věž · b8 černý jezdec · d8 černý král · f8 černý střelec · h8 černý věž · a7 černý pěšec · b7 černý pěšec · f7 bílý jezdec · g7 černý pěšec · h7 černý pěšec · c6 černý pěšec · f6 černý jezdec · e4 bílý pěšec · a2 bílý pěšec · b2 bílý pěšec · c2 bílý pěšec · d2 bílý pěšec · g2 bílý pěšec · h2 bílý pěšec · a1 bílý věž · b1 bílý jezdec · c1 bílý střelec · e1 bílý král · h1 bílý věž | 3 |
| 2 | a8 černý věž · b8 černý jezdec · d8 černý král · f8 černý střelec · h8 černý věž · a7 černý pěšec · b7 černý pěšec · f7 bílý jezdec · g7 černý pěšec · h7 černý pěšec · c6 černý pěšec · f6 černý jezdec · e4 bílý pěšec · a2 bílý pěšec · b2 bílý pěšec · c2 bílý pěšec · d2 bílý pěšec · g2 bílý pěšec · h2 bílý pěšec · a1 bílý věž · b1 bílý jezdec · c1 bílý střelec · e1 bílý král · h1 bílý věž | a8 černý věž · b8 černý jezdec · d8 černý král · f8 černý střelec · h8 černý věž · a7 černý pěšec · b7 černý pěšec · f7 bílý jezdec · g7 černý pěšec · h7 černý pěšec · c6 černý pěšec · f6 černý jezdec · e4 bílý pěšec · a2 bílý pěšec · b2 bílý pěšec · c2 bílý pěšec · d2 bílý pěšec · g2 bílý pěšec · h2 bílý pěšec · a1 bílý věž · b1 bílý jezdec · c1 bílý střelec · e1 bílý král · h1 bílý věž | a8 černý věž · b8 černý jezdec · d8 černý král · f8 černý střelec · h8 černý věž · a7 černý pěšec · b7 černý pěšec · f7 bílý jezdec · g7 černý pěšec · h7 černý pěšec · c6 černý pěšec · f6 černý jezdec · e4 bílý pěšec · a2 bílý pěšec · b2 bílý pěšec · c2 bílý pěšec · d2 bílý pěšec · g2 bílý pěšec · h2 bílý pěšec · a1 bílý věž · b1 bílý jezdec · c1 bílý střelec · e1 bílý král · h1 bílý věž | a8 černý věž · b8 černý jezdec · d8 černý král · f8 černý střelec · h8 černý věž · a7 černý pěšec · b7 černý pěšec · f7 bílý jezdec · g7 černý pěšec · h7 černý pěšec · c6 černý pěšec · f6 černý jezdec · e4 bílý pěšec · a2 bílý pěšec · b2 bílý pěšec · c2 bílý pěšec · d2 bílý pěšec · g2 bílý pěšec · h2 bílý pěšec · a1 bílý věž · b1 bílý jezdec · c1 bílý střelec · e1 bílý král · h1 bílý věž | a8 černý věž · b8 černý jezdec · d8 černý král · f8 černý střelec · h8 černý věž · a7 černý pěšec · b7 černý pěšec · f7 bílý jezdec · g7 černý pěšec · h7 černý pěšec · c6 černý pěšec · f6 černý jezdec · e4 bílý pěšec · a2 bílý pěšec · b2 bílý pěšec · c2 bílý pěšec · d2 bílý pěšec · g2 bílý pěšec · h2 bílý pěšec · a1 bílý věž · b1 bílý jezdec · c1 bílý střelec · e1 bílý král · h1 bílý věž | a8 černý věž · b8 černý jezdec · d8 černý král · f8 černý střelec · h8 černý věž · a7 černý pěšec · b7 černý pěšec · f7 bílý jezdec · g7 černý pěšec · h7 černý pěšec · c6 černý pěšec · f6 černý jezdec · e4 bílý pěšec · a2 bílý pěšec · b2 bílý pěšec · c2 bílý pěšec · d2 bílý pěšec · g2 bílý pěšec · h2 bílý pěšec · a1 bílý věž · b1 bílý jezdec · c1 bílý střelec · e1 bílý král · h1 bílý věž | a8 černý věž · b8 černý jezdec · d8 černý král · f8 černý střelec · h8 černý věž · a7 černý pěšec · b7 černý pěšec · f7 bílý jezdec · g7 černý pěšec · h7 černý pěšec · c6 černý pěšec · f6 černý jezdec · e4 bílý pěšec · a2 bílý pěšec · b2 bílý pěšec · c2 bílý pěšec · d2 bílý pěšec · g2 bílý pěšec · h2 bílý pěšec · a1 bílý věž · b1 bílý jezdec · c1 bílý střelec · e1 bílý král · h1 bílý věž | a8 černý věž · b8 černý jezdec · d8 černý král · f8 černý střelec · h8 černý věž · a7 černý pěšec · b7 černý pěšec · f7 bílý jezdec · g7 černý pěšec · h7 černý pěšec · c6 černý pěšec · f6 černý jezdec · e4 bílý pěšec · a2 bílý pěšec · b2 bílý pěšec · c2 bílý pěšec · d2 bílý pěšec · g2 bílý pěšec · h2 bílý pěšec · a1 bílý věž · b1 bílý jezdec · c1 bílý střelec · e1 bílý král · h1 bílý věž | 2 |
| 1 | a8 černý věž · b8 černý jezdec · d8 černý král · f8 černý střelec · h8 černý věž · a7 černý pěšec · b7 černý pěšec · f7 bílý jezdec · g7 černý pěšec · h7 černý pěšec · c6 černý pěšec · f6 černý jezdec · e4 bílý pěšec · a2 bílý pěšec · b2 bílý pěšec · c2 bílý pěšec · d2 bílý pěšec · g2 bílý pěšec · h2 bílý pěšec · a1 bílý věž · b1 bílý jezdec · c1 bílý střelec · e1 bílý král · h1 bílý věž | a8 černý věž · b8 černý jezdec · d8 černý král · f8 černý střelec · h8 černý věž · a7 černý pěšec · b7 černý pěšec · f7 bílý jezdec · g7 černý pěšec · h7 černý pěšec · c6 černý pěšec · f6 černý jezdec · e4 bílý pěšec · a2 bílý pěšec · b2 bílý pěšec · c2 bílý pěšec · d2 bílý pěšec · g2 bílý pěšec · h2 bílý pěšec · a1 bílý věž · b1 bílý jezdec · c1 bílý střelec · e1 bílý král · h1 bílý věž | a8 černý věž · b8 černý jezdec · d8 černý král · f8 černý střelec · h8 černý věž · a7 černý pěšec · b7 černý pěšec · f7 bílý jezdec · g7 černý pěšec · h7 černý pěšec · c6 černý pěšec · f6 černý jezdec · e4 bílý pěšec · a2 bílý pěšec · b2 bílý pěšec · c2 bílý pěšec · d2 bílý pěšec · g2 bílý pěšec · h2 bílý pěšec · a1 bílý věž · b1 bílý jezdec · c1 bílý střelec · e1 bílý král · h1 bílý věž | a8 černý věž · b8 černý jezdec · d8 černý král · f8 černý střelec · h8 černý věž · a7 černý pěšec · b7 černý pěšec · f7 bílý jezdec · g7 černý pěšec · h7 černý pěšec · c6 černý pěšec · f6 černý jezdec · e4 bílý pěšec · a2 bílý pěšec · b2 bílý pěšec · c2 bílý pěšec · d2 bílý pěšec · g2 bílý pěšec · h2 bílý pěšec · a1 bílý věž · b1 bílý jezdec · c1 bílý střelec · e1 bílý král · h1 bílý věž | a8 černý věž · b8 černý jezdec · d8 černý král · f8 černý střelec · h8 černý věž · a7 černý pěšec · b7 černý pěšec · f7 bílý jezdec · g7 černý pěšec · h7 černý pěšec · c6 černý pěšec · f6 černý jezdec · e4 bílý pěšec · a2 bílý pěšec · b2 bílý pěšec · c2 bílý pěšec · d2 bílý pěšec · g2 bílý pěšec · h2 bílý pěšec · a1 bílý věž · b1 bílý jezdec · c1 bílý střelec · e1 bílý král · h1 bílý věž | a8 černý věž · b8 černý jezdec · d8 černý král · f8 černý střelec · h8 černý věž · a7 černý pěšec · b7 černý pěšec · f7 bílý jezdec · g7 černý pěšec · h7 černý pěšec · c6 černý pěšec · f6 černý jezdec · e4 bílý pěšec · a2 bílý pěšec · b2 bílý pěšec · c2 bílý pěšec · d2 bílý pěšec · g2 bílý pěšec · h2 bílý pěšec · a1 bílý věž · b1 bílý jezdec · c1 bílý střelec · e1 bílý král · h1 bílý věž | a8 černý věž · b8 černý jezdec · d8 černý král · f8 černý střelec · h8 černý věž · a7 černý pěšec · b7 černý pěšec · f7 bílý jezdec · g7 černý pěšec · h7 černý pěšec · c6 černý pěšec · f6 černý jezdec · e4 bílý pěšec · a2 bílý pěšec · b2 bílý pěšec · c2 bílý pěšec · d2 bílý pěšec · g2 bílý pěšec · h2 bílý pěšec · a1 bílý věž · b1 bílý jezdec · c1 bílý střelec · e1 bílý král · h1 bílý věž | a8 černý věž · b8 černý jezdec · d8 černý král · f8 černý střelec · h8 černý věž · a7 černý pěšec · b7 černý pěšec · f7 bílý jezdec · g7 černý pěšec · h7 černý pěšec · c6 černý pěšec · f6 černý jezdec · e4 bílý pěšec · a2 bílý pěšec · b2 bílý pěšec · c2 bílý pěšec · d2 bílý pěšec · g2 bílý pěšec · h2 bílý pěšec · a1 bílý věž · b1 bílý jezdec · c1 bílý střelec · e1 bílý král · h1 bílý věž | 1 |
|   | a | b | c | d | e | f | g | h |   |

1.e4 e5 2.f4 (královský gambit, v oné době asi nejoblíbenější zahájení, po vzetí pěšce tahem 2.exf4 bílý hrává 3.Sc4 nebo 3.Jf3 s dalším d4 a má vyhlídky na útok proti černému králi). 2...d6?! (slabší odmítnutí gambitu, lepší by byl tzv. Falkbeerův protigambit 2...d5, jenž způsobuje bílému mnohem větší potíže, tento protigambit však v roce 1560 nemohl být znám, protože byl vynalezen až v první polovině 19. století). 3.Sc4 (vývinový tah poplatný své době, bílý okamžitě napadá nejslabší bod v táboře černého f7, přesto je tento tah sporný, dnešní teorie doporučuje 3.Jf3). 3...c6! (na svoji dobu přesná odpověď, která ukazuje, že tah 3.Sc4 nebyl až tak dobrý, jak by se mohlo zdát, černý hrozí zahrát 4...d5 a dobýt tak střed a omezit působnost bílého střelce) 4.Jf3 (vývinový tah), 4...Sg4 (prohrávající chyba, černý mohl zahrát 4...d5, protože po 5.exd5 přijde 5...e4 a po ústupu jezdce 6...cxd5 s dobrou pozicí černého) 5.fxe5 dxe5 (nebo 5...Sxf3, 6.Dxf3 a hrozí jak Dxf7 mat tak exd6 se ziskem pěšce), 6.Sxf7+! (typická oběť ), 6...Kxf7 7.Jxe5+ Ke8 8.Dxg4 (bílý má o pěšce víc a černý král je bez rošády) 8...Jf6 (urychluje porážku, relativně lepší bylo 8...Jbd7) 9.De6+ De7 (nebo 9...Se7 10.Df7+) 10.Dc8+ Dd8 11.Dxd8+ Kxd8 12.Jf7+ a černý se vzdal, protože po 12...Kf8 13.Jxh8 ztrácí ještě kvalitu. 1-0